# Sauzin
Sauzin település Németországban, Mecklenburg-Elő-Pomeránia tartományban. Lakosainak száma 412 fő (2023. december 31.).

## Népesség
A település népességének változása:
| Lakosok száma | 440  | 443  | 435  | 426  | 412  |
|               | 2017 | 2019 | 2021 | 2022 | 2023 |